# Вега, Паулина
Паулина Вега Дьеппа (исп. Paulina Vega Dieppa; р. 15 января 1993 года, Барранкилья, Колумбия) — колумбийская модель, победительница международного конкурса красоты «Мисс Вселенная 2014». Вега стала второй колумбийкой — победительницей конкурса «Мисс Вселенная», первой была Лус Марина Сулуага, выигравшая титул в 1958 году.

## Личная жизнь
Паулина Вега родилась в колумбийском городе Барранкилья в семье кардиолога  Родольфо Веги Льямаса и Росы Дьеппы.  Паулина является внучкой легендарного местного тенора Гастона Веги, а её бабушка становилась Мисс Атлантико (конкурс красоты департамента Атлантико) в 1953 году.
Паулина Вега изучает менеджмент в Понтификальном университете имени Франциска Ксаверия в Боготе, одном из самых старых и престижных высших учебных заведений Колумбии. Также она говорит на английском и немного на французском языках.

## Участие в конкурсах красоты
На конкурсе «Мисс Колумбия 2013», который состоялся 11 ноября 2013 года в городе Картахена-де-Индиас, Паулина Вега представляла родной департамент Атлантико. Она одержала победу и получила право представлять свою страну в конкурсе «Мисс Вселенная 2014».
25 января 2015 года в городе Дорал (штат Флорида) состоялся конкурс «Мисс Вселенная 2014». Паулина Вега одержала на нём победу, став второй представительницей Колумбии — обладательницей короны «Мисс Вселенная».

## Интересные факты
- После победы в конкурсе она призналась: «Это мечта — представлять современную женщину. Женщину, которая заботится не только о том, как быть красивой и гламурной, но и о том, как быть профессиональным, умным, трудолюбивым человеком!»
- В анкете участницы конкурса "Мисс Вселенная" Паулина Вега призналась, что спит с открытыми глазами.